# Iphiaulax wahlbergi
Iphiaulax wahlbergi är en stekelart som först beskrevs av Holmgren 1868.  Iphiaulax wahlbergi ingår i släktet Iphiaulax och familjen bracksteklar. Utöver nominatformen finns också underarten I. w. immaculatus.